# Bewar
Bewar é uma cidade e uma nagar panchayat no distrito de Mainpuri, no estado indiano de Uttar Pradesh.

## Geografia
Bewar está localizada a 25° 45′ N, 79° 56′ L. Tem uma altitude média de 127 metros (416 pés).

## Demografia
Segundo o censo de 2001, Bewar tinha uma população de 21,058 habitantes. Os indivíduos do sexo masculino constituem 53% da população e os do sexo feminino 47%. Bewar tem uma taxa de literacia de 66%, superior à média nacional de 59.5%; com 57% para o sexo masculino e 43% para o sexo feminino. 16% da população está abaixo dos 6 anos de idade.